# Едуард Клапаред
Едуард Клапаред (фр. Edouard Claparède; Женева, 24. март 1873 — Женева, 29. септембар 1940) био је швајцарски лекар, психолог и педагог, професор психологије на Универзитету у Женеви, аутор више значајних дела из области педагогије и истакнути представник функционалне педагогије и идејни заговорник „школе по мери“.

## Педагошки погледи
Идеју о „школи по мери“, Клапаред је први пут саопштио на самом почетку двадесетог века (1901. године), на једној конференцији Лекарског друштва. Неколико година касније (1905), у свом обимном делу „Psychologie de l’enfant“ (1905), Клапаред је објаснио, веома сликовито, шта под тим појмом подразумева.
Клапаред пише:
„Кад кројач прави одело, он га подешава према расту муштерије, и ако је он висок или низак, кројач му не натура претесно или прешироко одело под изговором да је то по његовој мери, да је за њега, према његовој висини. Кад обућар хоће да прави ципелу, он најпре на хартији нацрта контуре ноге за коју је ципела, па прибележи и особености у погледу деформације. Шеширџија своје капе подешава једновремено и према облику и према величини главе“. А како поступа педагог, наставник у школи? Клапаред то овако описује: „Насупрот томе, вешти педагог одева, обува, дотерује све духове по истом калупу. Код њега је све готово, и у његовим рафовима нема избора: неколико нумера величине има, али све је истог кроја“.
У развијању и образлагању идеје о „школи по мери“, Клапаред је кренуо следећим редом: 
1. Најпре је поставио и разматрао питање – да ли се људи (и деца) разликују по способностима, то јест, да ли постоје индивидуалне разлике у способностима.
2. Пошто је дао позитиван одговор на ово питање, поставио је друго питање – да ли је потребно водити рачуна о разликама у способностима, то јест, да ли школа треба да уважи индивидуалне разлике међу децом.
3. Како је одговор и на ово питање позитиван, он поставља и треће питање – како, на који начин повести рачуна о тим разликама, то јест, шта школа може да учини, које су неопходне и могуће промене у њој да би се индивидуалне разлике уважиле (да се обрати пажња на способности и оне искористе на највеће добро њиховог имаоца).

Пошто је дао потврдан одговор на прва два постављена питања, Клапаред жели да одговори и на треће постављено питање и не остаје само на критици школе, већ тражи решења, испитује услове за стварање „школе по мери“.
Клапаред у том смислу разматра четири могућности, четири могућа решења, а то су:
1. Паралелни разреди
2. Покретни разреди
3. Паралелни одсеци (класични, модерни, технички и др.)
4. Систем избора (слободан избор часова, курсева)

## Школа по мери
Према Клапареду, „нова школа“ мора да има у виду два битна момента и то:
1. Да је ученик целовита личност
2. Да се ученици међусобно веома разликују у темпу учења, запажању или у интересовањима

Ово показује да се разлике међу ученицима морају уважавати тиме што ће школа морати да се прилагођава ученицима, а не ученици школи, као што је случај са „старом школом“.
Ова се идеја може остварити само ако наставник познаје своје ученике и њихове могућности, па ће ученицима давати знања према њиховој „мери“.